# Michaił Akulin
Michaił Iwanowicz Akulin (ros. Михаил Иванович Акулин; ur. 1898, zm. 1951) – radziecki wiceadmirał, uczestnik II wojny światowej.